# Dissolució amortidora
Una dissolució o solució amortidora és una solució química que es fa servir per mantenir un pH constant en una solució. Aquesta solució es fa servir habitualment en laboratoris quan es realitzen experiments que requereixen un pH específic, ja que evita que el pH de la solució canviï en cas que s'hi afegeixi una substància amb un pH diferent. També són utilitzades en altres àmbits, com per exemple, a la indústria alimentària, per mantenir el pH dels aliments en un nivell específic.
Les dissolucions amortidores, també anomenades dissolucions tampó, estan formades per un àcid dèbil i una de les seves sals, o per una base dèbil i una de les seves sals. Són un cas de l'efecte de l'ió comú.
Un exemple de dissolució amortidora és la formada per àcid acètic i acetat de sodi. En dissoldre aquests dos electròlits es produeixen les següents reaccions:
La primera reacció és un equilibri químic amb una constant d'equilibri que ve donada per la relació de concentracions a l'equilibri:
La segona reacció és una dissolució d'un electròlit que es dissocia completament no quedant acetat de sodi sense dissoldre's.
Suposem un amortidor constituït per àcid acètic (àcid feble) i acetat de sodi (sal d'àcid feble i base forta), en aquest cas l'ió comú és l'acetat. En aquest sistema: 
1.- L'àcid estarà parcialment dissociat segons l'equació: 
Aplicant la llei d'acció de masses: 

2.- L'acetat de sodi, com totes les sals està completament dissociada, i per tant, l'ió acetat (Ac-) procedent d'aquesta sal, seguint el principi de le Chatelier, desplaçarà l'equilibri de dissociació de l'àcid cap a l'esquerra, fent que disminueixi la concentració de protons.
3.- La presència conjunta de la sal i l'àcid fa disminuir l'acidesa lliure, és a dir, l'àcid acètic (AcH) estarà molt poc dissociat i la [AcH] en l'equilibri serà pràcticament la concentració inicial del sistema.
4.- Com l'AcH està molt poc dissociat, la [Ac-] en el sistema serà la concentració de sal que hi ha en el sistema. Si a aquest sistema afegim un àcid fort com l'HCl, es produeix un augment instantani de la [H+ ], i l'equilibri es desplaça cap a l'esquerra, formant-se AcH fins a recuperar-se pràcticament la [AcH] inicial. A més, els ions acetat procedents de la sal es poden combinar amb els H+ procedents de l'HCl per a formar més AcH. La reacció podria representar-se així: 
En resum, el sistema amortidor ha destruït l'àcid fort, generant en el seu lloc una quantitat equivalent d'àcid feble.

## Càlcul del pH. Equació de Henderson-Hasselbalch
El càlcul del pH precisa conèixer les concentracions de les molècules de l'àcid sense dissociar i, també, dels anions acetat en la dissolució, a l'equilibri. La introducció de la base conjugada de l'àcid, Ac-, mitjançant l'addició de la sal (acetat de sodi), disminueix la dissociació de l'àcid, decreixent el seu grau de dissociació, α, i resultant així, negligible la quantitat d'àcid dissociat enfront de la seva concentració total, ca, o concentració inicial. Es pot escriure, doncs:
Per un altre costat, si bé la hidròlisi de l'acetat tendeix a augmentar la concentració de l'àcid, aquest equilibri està desplaçat cap a l'esquerra per la presència de l'àcid que disminueix la hidròlisi de la sal.
Per a la concentració d'anions Ac- poden fer-se consideracions anàlogues; aquesta concentració és, a la pràctica, igual a la de la sal dissolta inicialment, cb,. Així, la sal està totalment ionitzada i la disminució d'aquesta concentració per causa de la hidròlisi és molt baixa en presència d'àcid, al mateix temps que l'augment per efecte de la dissociació de l'àcid en excés d'acetat és negligible, i en conseqüència:
Aïllant la concentració de cations oxoni i posant aquestes aproximacions tenim:
si aplicam logaritmes i canviam el signe a l'esquerra tindrem el pH:
I finalment s'obté l'equació de Henderson-Hasselbalch:
Aquesta expressió, si bé només aproximada, resulta molt útil per comprovar les propietats de les dissolucions amortidores.
- Així, si es dilueix una d'aquestes dissolucions, la relació cb/ca no variarà, ja que ambdues concentracions disminueixen en la mateixa magnitud i la seva relació es manté constant.
- Si la relació cb/ca = 1 el valor del pH és igual al valor del pKa. Per tant, si volem disposar d'una dissolució amortidora en un determinat pH hem de cercar un àcid que tingui el pKa proper a aquest valor de pH.
- La variació del pH serà tant més petita com més propera a la unitat sigui la relació cb/ca; per això, en lloc d'emprar la mateixa dissolució amortidora per a un gran interval de pH, és preferible emprar-ne de diferents amb relacions cb/ca properes a la unitat. En aquests casos l'addició de petites quantitats d'àcids o de bases farà que les concentracions varien poc i la relació cb/ca es desvia poc de la unitat i el pH pràcticament no canvia.[2][3]

## Dissolucions amortidores en sistemes biològics
Les reaccions químiques tant en plantes com en animals són sovint molt sensibles als canvis de pH, ja que es modifiquen equilibris químics crítics o es modifiquen velocitats de reacció. Normalment els canvis de pH no ocorren en els organismes sans, ja que els líquids corporals estan esmorteïts. Moltes biomolècules només toleren fluctuacions mínimes en el pH. Per això el pH del citosol o de la sang es manté constant gràcies als tampons. La funció d'aquests tampons és la de resistir els canvis de pH quan s'hi afegeixen quantitats d'àcid o base. La seva funció és molt important en els sistemes químics i biològics i en els processos que requereixen un cert valor de pH que sigui modificable amb facilitat. Quan el pH de la dissolució és igual al pKa, on el tampó posseeix la màxima capacitat amortidora, els àcids i les bases conjugades es troben en la mateixa concentració, ambdós poden capturar ions H+ o OH- que es regeneren, mantenint així el valor del pH constant. Per exemple, la sang humana es troba amortida per un sistema de diversos equilibris entre els quals destaquen:
- Sistema dels fosfats: El pKa d'aquest sistema 6,8 és molt proper al de la sang (7,4) per la qual cosa resulta molt favorable. Tanmateix les concentracions de fosfats a la sang són baixes i el seu efecte és petit. L'equilibri és:

- Sistema hidrogenocarbonat-carbonat: És el sistema de tamponació més important de la sang. El valor del pH del plasma sanguini humà es troba en 7.4 ± 0,03; està subjecte només a fluctuacions mínimes. Es tracta en realitat de dos equilibris, perquè l'àcid carbònic lliure escapa de la dissolució aquosa generant una molècula d'H₂O i formant el gas diòxid de carboni (CO₂). Dissociat, per exemple pel treball muscular, s'acumula en gran quantitat àcid làctic i el pH disminueix, pel que l'HCO₃- pren els protons lliures. L'equilibri es desplaça, doncs, des del HCO₃- per la via de l'inestable H₂CO₃ en direcció al CO₂ que s'elimina a través dels pulmons. Si, per contra, augmenta el valor de pH de la sang, es forma més HCO₃- a partir del H₂CO₃ i la sang pot capturar més CO₂.

En aquest cas el valor del pKa no és favorable (6,1), però té gran importància perquè per causa de la respiració és més eficaç del que es podria esperar. La concentració d'hidrogenocarbonat, HCO₃-, a la sang és elevada degut a la pressió parcial del diòxid de carboni, CO₂, gas (40 mm de Hg), i es manté una concentració d'hidrogenocarbonat de 24 mmol/l, amb una relació [hidrogenocarbonat]/[carbonat] = 20. L'equilibri és:
- Sistema dels proteinats: Les proteïnes també permeten equilibris que regulen el pH de la sang. Alguns aminoàcids, com la histidina, presenten grups ionitzables en les seves cadenes laterals que permeten equilibris àcid-base. La proteïna més important a la sang és l'hemoglobina, amb un gran contingut en histidina, per la qual cosa l'hemoglobina participa en la regulació del pH de la sang.[4][5]

Equilibri àcid-base de la histidina

## Aplicacions
| Components                  | Interval de pH |
| --------------------------- | -------------- |
| HCl, citrat de sodi         | 1 - 5          |
| Àcid cítric, citrat de sodi | 2,5 - 5,6      |
| Àcid acètic, acetat de sodi | 3,7 - 5,6      |
| Na₂HPO₄, NaH₂PO₄            | 6 - 9          |
| Bòrax, hidròxid de sodi     | 9,2 - 11       |
Les dissolucions amortidores són àmpliament emprades en la indústria en tots aquells processos en els quals cal mantenir el pH dins d'un marge estret de valors per a dur a terme elaboracions de productes.
També tenen moltes aplicacions en els laboratoris químics, biològics i clínics. Moltes de les anàlisis que s'hi realitzen en ells s'han de dur a terme a un determinat valor de pH, per la qual cosa s'han d'emprar dissolucions amortidores per aconseguir mantenir el pH desitjat. A la taula adjunta s'hi mostren alguns dels sistemes amortidors emprats.